# Duck Dynasty
Duck Dynasty (engl., übersetzt: „Enten-Dynastie“) ist eine US-amerikanische Reality-TV-Sendung des Senders A&E. Im Fokus stehen die Erlebnisse der Familie Robertson sowie ihr Zusammenleben. Mit Lockpfeifen für die Entenjagd hat sich das Familienoberhaupt Phil ein millionenschweres Firmenimperium namens Duck Commander in West Monroe, Louisiana aufgebaut. Mittlerweile wird dieses Unternehmen von seinem Sohn Willie geführt. Das besondere Markenzeichen der Robertson-Männer sind ihre langen Bärte.
Die Geschichten um den Selfmademillionär und seine Familie brachen in den USA mehrere Rekorde. Mit 11,8 Millionen Zuschauern wurde die Premiere der vierten Staffel zum meistgesehenen nicht fiktionalen Programm in der Geschichte des amerikanischen Kabelfernsehens. Mit der elften Staffel endete die Sendung im Frühjahr 2017.
Am 20. Januar 2014 war die deutschsprachige Erstausstrahlung beim Biography Channel. Seit dem 8. März 2014 wird die Serie auf dem Sender ProSieben MAXX gezeigt. Die sechste Staffel soll ab dem 11. Juni 2014 auf A&E zu sehen sein. Die siebte Staffel soll ab dem 19. November 2014 zu sehen sein.

## Besetzung und Synchronisation

### Darsteller
| Darsteller             | dt. Synchronsprecher |
| ---------------------- | -------------------- |
| Willie Robertson       | Viktor Neumann       |
| Phil Robertson         |                      |
| Jase Robertson         |                      |
| Si Robertson           | Hasso Zorn           |
| Kay „Ms Kay“ Robertson |                      |

## Rezension
Nach einer Rezension der Berliner Zeitung vermittelt die Serie eine „reaktionäre Vorstellung von Gesellschaft“. Frauen und Männer hätten ihre festgeschriebenen Rollen, auch wenn damit „spielerischer umgegangen wird als früher“. Afroamerikaner oder Latinos kämen in der Serie ebenso wenig vor wie Schwule oder Lesben. Hier sei die weiße Südstaatenwelt „noch in Ordnung“.

## Vorübergehende Suspendierung
Nach Bemerkungen Phil Robertsons im Dezember 2013, die der Sender als schwulen- und schwarzenfeindlich interpretierte und in den Medien eine Kontroverse auslösten, wurde er kurzzeitig von der Sendung suspendiert. Daraufhin kündigte die übrige Familie an, die Sendung ohne Phil nicht fortzuführen. Wenig später zog der Sender die Suspendierung zurück.